# Jill Savege
Jill Savege (Toronto, 17 de março de 1974) é uma triatleta canadense. Competidora desde 1999, alcançou os primeiros resultados positivos durante o segundo semestre de 2002. No período supracitado, e nos seis meses subsequentes, venceu duas etapas da Copa do Mundo e obteve a segunda posição em outras duas. Em 2003, integrou a equipe nacional nos Jogos Pan-Americanos de Santo Domingo, onde conquistou a medalha de ouro. No ano seguinte, estreou nos Jogos Olímpicos, realizados em Atenas; considerada uma postulante ao pódio, terminou a prova na trigésima nona colocação.
Ela é casada com o triatleta campeão mundial de longa distância, Jordan Rapp.